# Карен (династија)
Кућа Карен (средњоперсијски: Карен, Партски: 𐭊𐭓𐭍𐭉 Карен, персијски: کارن Карин или Карен, такође познат као Карен-Пахлави (Карен-Пахлав) била је једна од седам великих кућа Ирана. Седиште куће је било у Нахаванду, око 65 км јужно од Екбатане (данашњи Хамадан, Иран).

## Порекло и историјат
Карен, династија Каран-Вандс, Каринванд или Карен-Пахлеви, како их још називају, тврдили су да потичу из Карена, лика фолклора и сина једнако митског ковача Кавеха. Међутим, прагматичније порекло може бити да су Карене, заједно са кућом Михран, порекле од Арсацида. Према Мовсесу Хоренатси, ово порекло било је праћено преко једног од три сина Пратеса IV, такође званог Карен. Чињеница да је Карен такође могло бити међу породичним именима династије Арсацида због чега семоже веровати овој теорији.
Употреба имена Карен могла се наћи и раније у иранској историји. Могући рани члан породице био је извесни Виштаспа крни (крни је варијација Карен) који је живео у Бактрији током каснијег Ахеменидског периода. Ова личност идентификована је са Хистаспес-ом, чланом краљевске породице Ахеменида који се борио под Даријем III током инвазије Александра Великог на Персију. Супруга Хистаспеса, унука Артакеркеса III, пала је у македонске руке након битке код Гаугамеле, иако је он касније са њом поново ослобођен и уздигнут на високи положај под Александровом командом.
Међутим, прво верификовано помињање Карена било је током Арсацидског периода, тачније као једне од феудалних кућа повезаних са партским двором. У томе су били слични кући Сурен, јединој другој потврђеној феудалној кући из периода Партије. Након освајањем Парћана, припадници породице Карене су се спојили са Сасанидима, на чијем су двору су идентификовани као један од такозваних "Партских кланова". Арменска породица Камсаракан била је огранак Куће Карен.
Након пораза Сасанида од војске Рашидуна у бици код Бадгиса, породица Карен се заложио за верност калифату. Међутим, 783. године, под Вандадом Хормоздом и савезником с Бавандским државама, Карен је прогласио независност и одбио да настави са давањем данака. Без обзира на понавне (и неке привремено успешне) покушаје освајања Карене, током којих се породица повукла даље на исток, у регион Савадкух, чини се да су неке земље Карена остале независне до 11. века, након чега је кућа Карен више није потврђивана. Остали значајни чланови породице укључују Мазиара, унука Вандада Хормозда, и чија је оданост арапском зороастризму и пркосу донела велику славу.
1910. или 1911. године у близини Нахаванда откривен је трезор за благо, популарно назван "Зафар султановим благом". Складиште - које је од тада добило митолошки статус - претпоставља се да је некада било власништво Карена.

## Спахбеди из породице Карен
- Сухра (владао 525–550)
- Карин (владао 550–600)
- Аланда (владао 600–635)
- Валаш (владао 650–673)
- Неколико принчева Карена (владали 673–765)
- Вандад Хормизд (владао 765–815)
- Вандад Сафан (владао 765–800)
- Карин ибн Вандад Хормизд (владао 815–816)
- Мазјар (владао 817)
- Винда Умид (владао 800–820)
- Баванд владар (владао 817)
- Кухјар (владао 817–823)
- Мазјар (владао 823-839/840)
- Кухјар (владао 839)